# 春の目覚め作戦
春の目覚め作戦（はるのめざめさくせん、独：Unternehmen Frühlingserwachen）は、1945年3月6日から3月15日にかけてハンガリー西部のバラトン湖周辺で展開された、第二次世界大戦におけるドイツ軍の攻勢。バラトン湖の戦い（Plattenseeoffensive）とも呼ばれる。交戦相手であるソ連からはバラトン防衛作戦（ロシア語: Балатонская оборонительная операция）と呼称されている。

## 作戦の背景と目的
中央ヨーロッパにおけるソ連赤軍は、1945年1月から攻勢を開始、2月14日に首都ブダペストを占領した。ヒトラーは戦争継続のためには、石油の安定供給が絶対不可欠という考えからハンガリーの油田を重要視していたため、ハンガリー戦線での主導権を取り返し、油田の確保とブダペスト奪還を企図した。
1月から展開されたヴィスワ川からオーデル川への赤軍進撃により、すでに赤軍前線から首都ベルリンまで100キロ以内に迫り、ベルリン総攻撃は間近と見られていた。このため、ハインツ・グデーリアン上級大将を始めとする陸軍参謀本部は、ベルリン正面の防衛を最優先すべきと考えていた。また、ハンガリーは副次的戦線であり、戦局の大勢には影響しない上、ドイツ軍にはすでに攻勢に出るだけの余力はないと判断していたため、かねてからベルリン正面の防衛に物資や兵員を優先して送るよう求めていたが、ヒトラーはこれらの意見を却下し、春の目覚め作戦開始を決めた。
作戦は、ハンガリー南部を担当するトルブーヒン大将のソ連第3ウクライナ方面軍をバラトン湖を挟んだ南北から挟撃、分断することでハンガリー西部における赤軍の軍事的脅威を完全に排除することを目指した。南方軍集団のディートリヒの第6SS装甲軍とヘルマン・バルク大将率いる第6軍の第3装甲軍団が主攻として、共同でバラトン湖北側から出撃して第3ウクライナ方面軍を攻撃、ブダペストを奪還するとともにドナウ川に進出する。また、助攻としてバラトン湖南岸に配置した同集団の第2装甲軍はバラトン湖南側に展開する同方面軍の攻撃にあたり、油田地帯を確保してドナウ川に進出する。南にあるパラド川のハンガリーとユーゴスラヴィアの国境からはE軍集団の2個軍団が北進して、同じく同方面軍の攻撃にあたる。最終的には、ドイツ側の3つの軍は合流しドナウ川西岸から赤軍を掃討する構想だった。
しかし赤軍は事前にこうした攻勢の可能性を察知し、ウィーンへの攻勢を準備しつつ、攻勢が予想される地点にクルスク戦と同じく「パックフロント」と呼ばれる防御陣地を構築していた。

## 経過

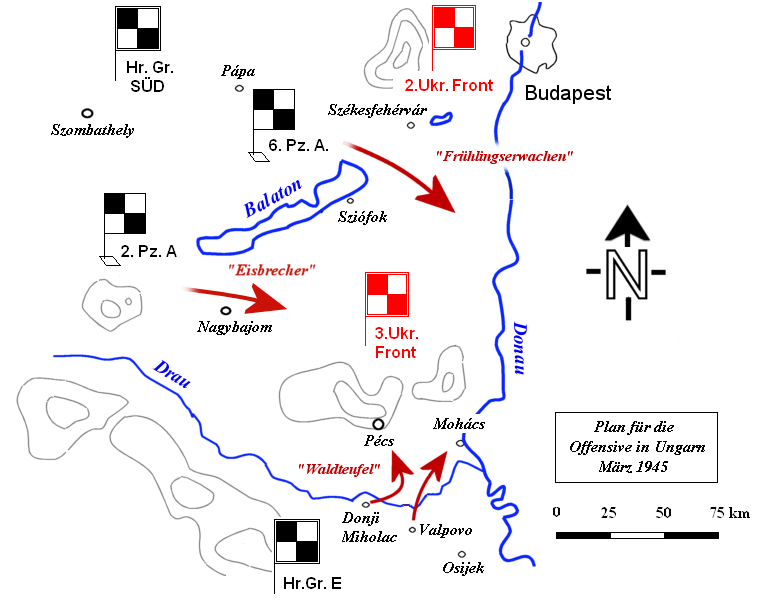
春の目覚め作戦におけるドイツ軍の攻勢。SS第6装甲軍がバラトン湖とヴェレンツェ湖の間から、第2装甲軍がバラトン湖南部から、E軍集団の2個軍団がパラド川のハンガリーとユーゴスラヴィアの国境からそれぞれ進撃を開始した。

武装親衛隊のSS第6装甲軍の第1SS装甲軍団・第2SS装甲軍団・第1SS騎兵軍団と第6軍の第3装甲軍団は、3月6日から、バラトン湖とヴェレンツェ湖の間から攻勢を開始した。この攻勢は、左翼が北東と東に向けて進撃して、ブダペストとドナウ川への到達を目指し、右翼は南東に向けて進撃して、ザルビッツ運河沿いを通ってドナウ川への到達を目指した。第2装甲軍はバラトン湖南岸から東に向けて攻勢を開始、ユーゴスラヴィアからはE軍集団の2個軍団が北に向けて攻勢を開始した。
赤軍の堅固な対戦車陣地や砲撃による激しい抵抗に遭いながらも、SS第6装甲軍は侵攻を続けたが、戦闘地域がザルビッツ運河とシオ運河がドナウ川に向かって流れる湿地帯だったため、雪解けと降雨により泥濘化し、自動車道路以外の戦車による進撃は難しく、赤軍の激しい抵抗などの悪条件なども重なり、進撃はなかなか進まず、15日には第2SS装甲軍団が作戦前の戦線から20kmの地点のザルビッツ運河とシオ運河が合流するシモントルニャ付近に達したが、ここが最大進出点となった。また、第2装甲軍とE軍集団の2個軍団の侵攻は赤軍の抵抗によりほとんど前進できず、作戦開始から9日後の15日で完全に停止した。

## ソ連軍の反攻

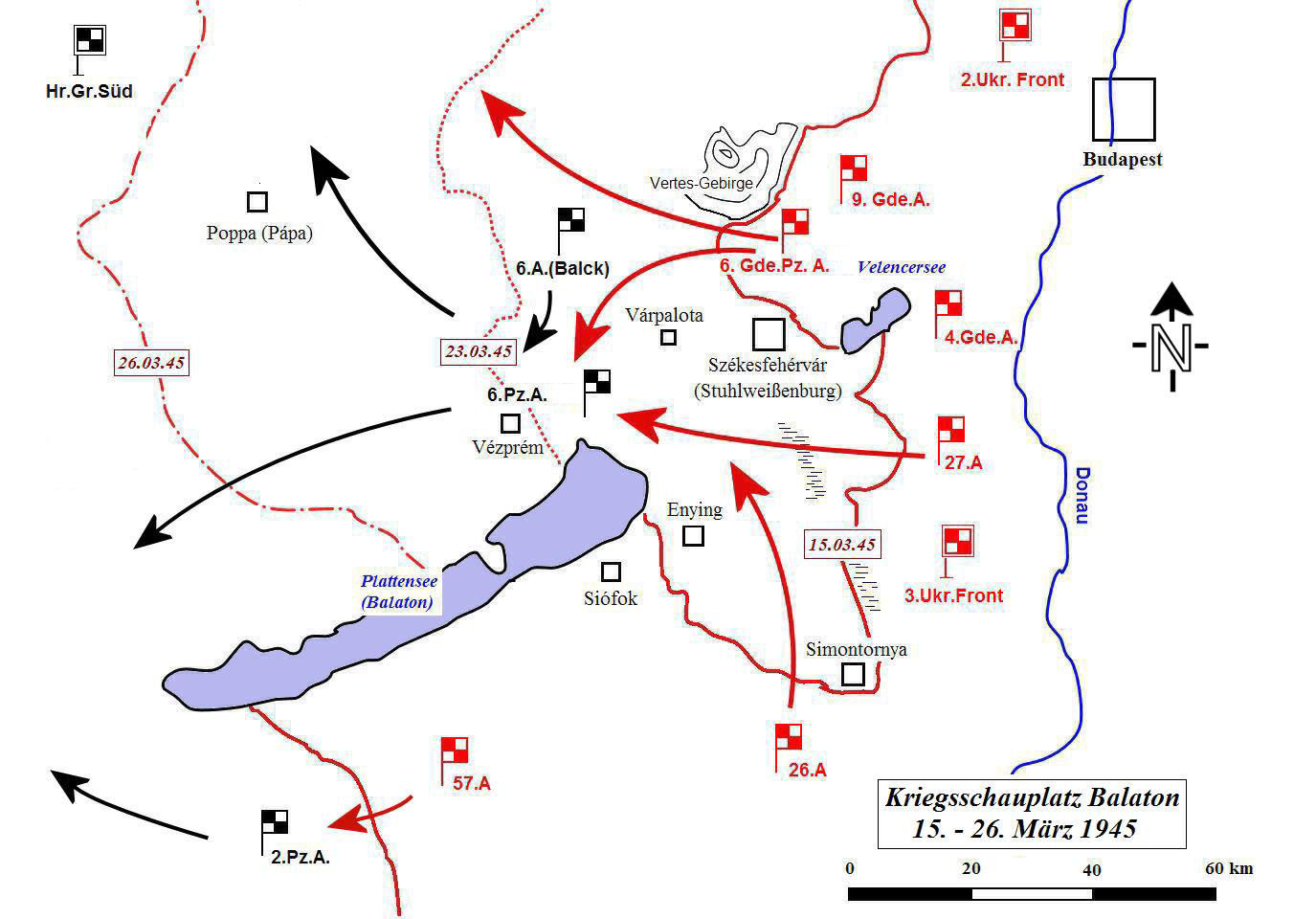
赤軍の反抗

ドイツ軍の攻勢に耐えていた赤軍は、翌16日、ブダペスト西部からウィーン攻勢を始めると、主力を温存していた第3ウクライナ方面軍は反攻に出た。すでに天候は回復して、ドイツ軍を悩ませていた泥濘は無くなっており、最初に同方面軍の第4・第9親衛軍がヴェレンツェ湖の北にあるブダペスト方面から進撃を開始、その後、他の赤軍部隊も進撃を開始したため、ドイツ軍の戦線に大穴が開いてしまい、背後を衝かれて逆に包囲される危機に直面した。しかしヒトラーは包囲される危機に直面してもドナウ川に進撃せよとの命令を下し、21日にはSS第6装甲軍の攻勢地点の近くにあるセーケシュフェヘールヴァールの死守を命令した。しかしSS第6装甲軍はその命令を無視し、逆に赤軍の包囲を避けるため、西に向けて退却を始め、10日で100km以上押し戻されてしまい、バラトン湖から撤退どころかオーストリアに向けて敗走して、作戦は完全に失敗に終わった。
結果的には、戦略的に重要でない戦線で、ただでさえ希少であった機甲戦力を消耗しきってしまい、これをもってドイツ軍の大規模な攻勢はすべて終わり、ドイツの敗戦を早める形になってしまった。